# Centwine de Wessex
Centwine de Wessex  Rey de Wessex, hijo del Rey Cynegils de Wessex. Probablemente no fue el único rey de Wessex ya que pudo guerrear con otros pretendientes durante su mandato. La Crónica anglosajona dicen que Centwine se convirtió en rey aproximadamente en el año 676 sucediendo a Aescwine de Wessex con el cual probablemente convivió. 
En 682 Centwine quiso abrirse paso hacia el mar. Este es probablemente el único hecho que ha quedado reflejado históricamente de su mandato. Se dice que venció en tres diferentes batallas. Se sabe que profesaba la fe germánica, pagana, aunque probablemente se convirtió durante su reinado al cristianismo. 
Parece ser que tuvo dos esposas y una hija que parece identificarse con una tal Dunna, abadesa de Withington en Gloucestershire.
Centwine abdicó y se hizo monje. Aldhelm escribió que "abandonó las riquezas y el poder y dejó su reino en nombre de Jesucristo.